# عنایت‌الله کمبوه
شیخ عنایت‌الله کمبوه (۱۶۰۸–۱۶۷۱) دانشمند، نویسنده و مورخ هندوستانی بود. او فرزند میر عبداله، مشکین کلام، بود که عنوان او نشان می‌دهد نویسنده خوبی نیز بوده‌است. شیخ عنایت الله کمبوه برادر بزرگتر و معلم محمد صالح کمبوه، مورخ معروف دربار شاه جهان و معلم امپراتور مغول اورنگ زیب بود. وی در سال ۱۶۷۱ میلادی در دهلی درگذشت و مقبره وی در گنبد کمبوهان والا در مسیر جاده امپراتوری، در نزدیکی مقر راه‌آهن لاهور واقع شده‌است.
عنایت الله کمبوه زندگی اولیه خود را در خدمت نظامی مغول گذراند و «میر منشی» (بازرس کل) شاه جهان بود و منسب ۸۰۰ اسب در اختیار داشت. اما وی پس از یک دوره خدمت، از کار بازنشسته شد و در کنار حرم قطب الدین بخشیار کاکی در دهلی به زندگی ادامه داد. مانند برادرش محمد صالح، عنایت الله نیز خواننده برجسته هندی شناخته می‌شد.
عنایت الله کمبوه چندین اثر تاریخی نوشت. وی برای مجموعه داستانهای خود به نام بهار دانش مشهور است، که در سال ۱۶۵۱ میلادی تکمیل شد و یکی از مشهورترین کتابهای فارسی بود. محمد صالح کمبوه مورخ، برادر کوچک عنایت الله کمبوه، بهار دانش را به عنوان الگویی از کار پیچیده تحسین کرد. این کتاب قسمتی از برنامه‌های درسی مدارس فارسی شد و در نسخه ای از خلاصه‌المکاتیب، که در سال ۱۶۸۸ نگاشته شده، ذکر شده‌است. معمولاً در هندوستان مغول زنان و مردان تحصیل کرده، چه مسلمان و چه هندو، با توجه به محبوبیت کتاب در مدارس فارسی، با آن آشنا بودند. در دوران حاکمیت انگلیس نیز، طبق گزارش‌های آموزشی، تقریباً در همه مدارس تدریس می‌شد و سبک و اصطلاحات آن به عنوان بهترین مدل‌های ترکیب بندی در نظر گرفته می‌شد (Reid 1852: 54).
یکی دیگر از مطالب مهم در مورد کمبوه، تکمیله‌ی اکبرنامه است که در ادامه اکبرنامه ابوالفضل نوشته شده و چهار سال آخر سلطنت اکبر را روایت می‌کند. وی همچنین دو کتاب دیگر نوشت که به نام‌های دلکشا و اشرف الصراعف معروف هستند.